# St. Anton (Regensburg)
Die denkmalgeschützte katholische Pfarrkirche St. Anton,  ist  benannt nach dem Heiligen Antonius von Padua (* 1195, † 1231), Attribut: Jesuskind auf dem Arm, der im bayerischen Volksmund beim Suchen nach verlorenen Gegenständen als Schlamperltoni angerufen wird. Die Kirche liegt, umgeben von einer Grünanlage, außerhalb der Altstadt von Regensburg, südlich der Bahnlinie und östlich vom Hauptbahnhof im Stadtteil Kasernenviertel in der Furtmayrstraße 22, benachbart zum Unteren katholischen Friedhof. Bei der Kirche handelt es sich um einen nach 1920 entstandenen Ziegelbetonskelettbau im Stil einer dreischiffigen romanischen Basilika, im Osten versehen mit zwei Seitenkapellen zu Ehren Marias, im Westen versehen mit einem Querhaus.

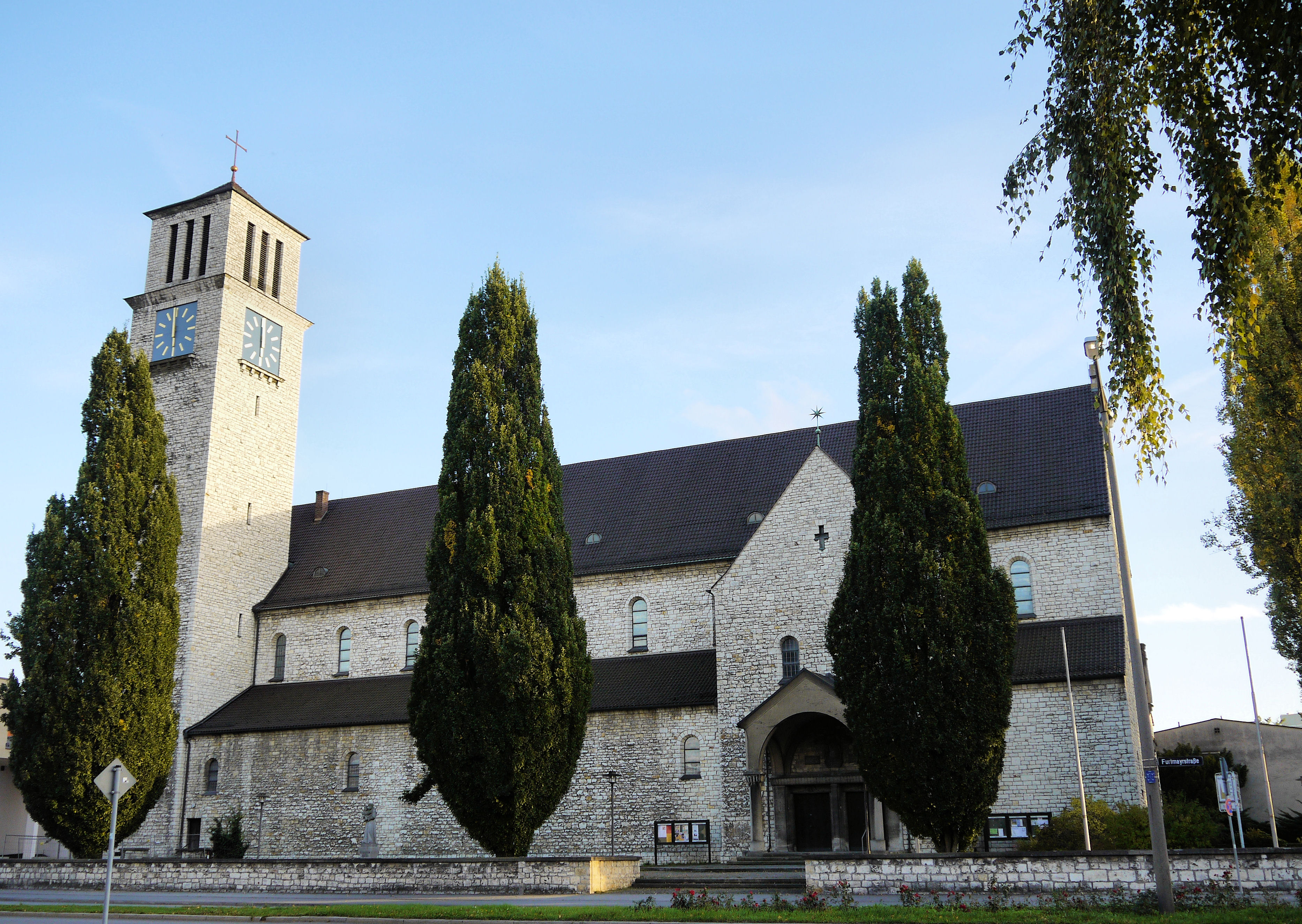
Die Pfarrkirche St. Anton

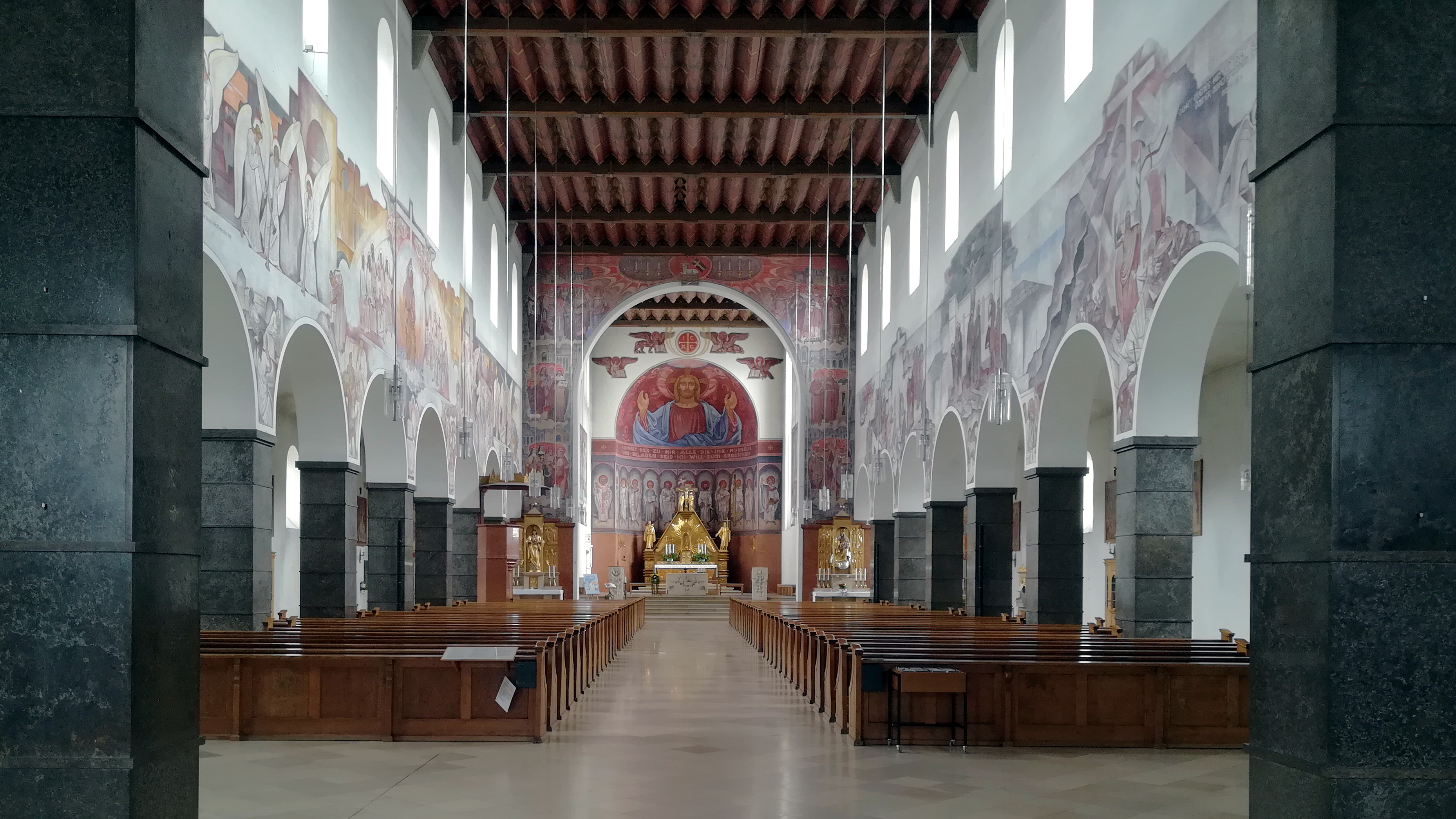
Pfarrkirche St. Anton: Innenraum

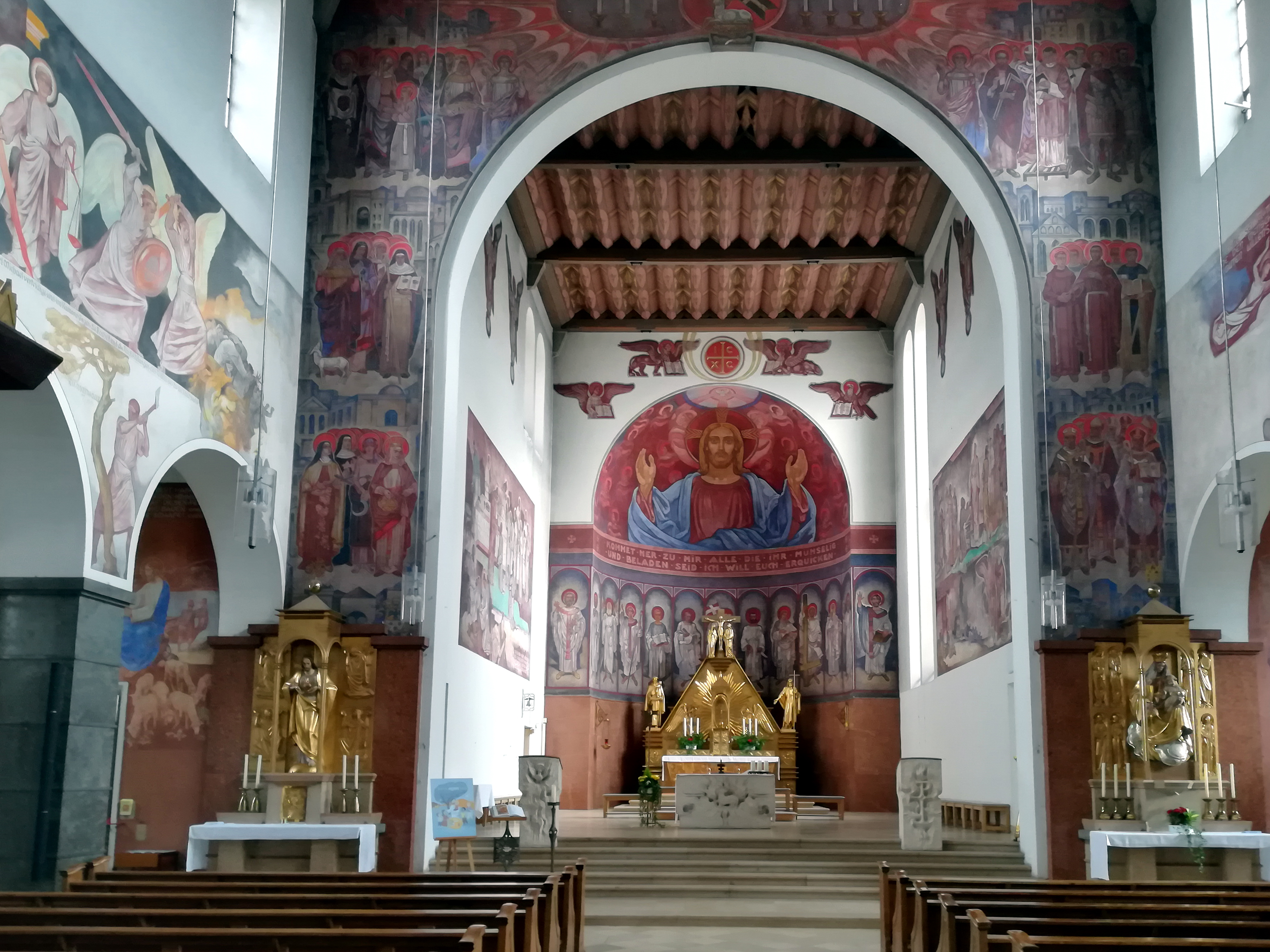
Pfarrkirche St. Anton: Altarraum

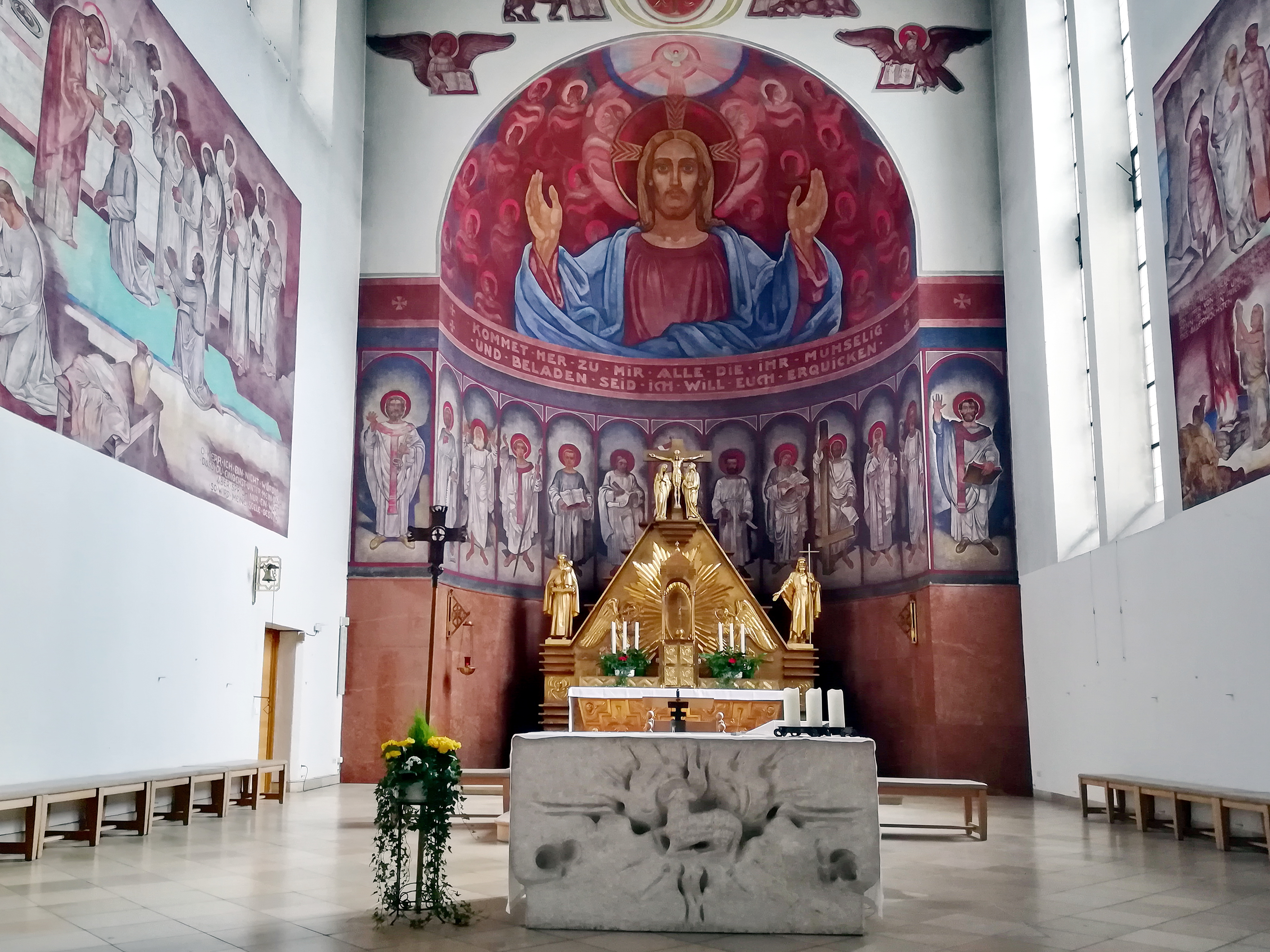
Pfarrkirche St. Anton: Hochaltar

## Geschichte
Am Beginn des 20. Jahrhunderts wurde wegen des beständigen Wachstums der Regensburger Bevölkerung der Beschluss zur Gründung einer neuen Pfarrei für das Wohngebiet südlich der Bahnlinie gefasst. Am 9. Mai 1916 beantragte die Kirchenverwaltung untere Stadt beim Domkapitel, die Einrichtung eines Baufonds in der Absicht, eine Kirche zu erbauen.
1918 wurde ein Kirchenbauverein gegründet und 1919 eine hölzerne Notkirche westlich der heutigen Kirche errichtet, die am 13. Juni 1920 eingeweiht wurde. Die Pfarrgemeinde St. Anton entstand am 1. Dezember 1921 durch Abtrennung von der Pfarrei Niedermünster. Erster Pfarrer war Johann Hösl, der weiterhin auch die Gottesdienste in der Notkirche abhielt.
Nach dem Ergebnis eines Wettbewerbsverfahrens wurde der Kirchbau nach einem überarbeiteten Bauentwurf des Architekten Karl Schmid sen., als einem der Sieger des Wettbewerbs, errichtet. Der Grundstein der Kirche wurde am 24. Juli 1927 durch Bischof von Henle gelegt. Nach einer kurzen Bauzeit konnte die Kirche am 11. November 1928 durch Bischof Michael Buchberger geweiht werden, jedoch zog sich die Fertigstellung hin bis in die Zeit des Zweiten Weltkrieges  nach 1940. Im Mai 1943 wurde der Kirchturm zu Tarnzwecken mit olivgrüner Farbe gestrichen. Reste dieser Farbe sind heute noch erkennbar. Leichte Kriegsschäden, die am 13. März 1945 entstanden waren, konnten rasch beseitigt werden. Im Lauf der Zeit kam es zu einer östlichen Verlegung des Südeingangs.
An der nordöstlichen Grundstücksgrenze wurde ein neues Pfarrzentrum geschaffen, welches am 9. Dezember 2013 eingeweiht wurde.

## Beschreibung
Die Kirche ist eine geostete dreischiffige romanisierende Pfeilerbasilika mit Satteldach, eingezogenem Chor, Chorflankenturm und Westquerhaus, Eisenbeton mit Ziegel und Verkleidung aus Ebenwieser Kalkbruchsteinplatten. Die Gesamtlänge ist 70 m, die Breite 25 m, die Firsthöhe des Mittelschiffes beträgt 24 m und der Turm ist 49 m hoch.
Dem Besucher erscheint die Kirche als eine romanische Gottesburg, angesichts des Glockenturms mit einem Bezug zur Moderne.
Auf der Einfassung des von Maximilian Roider und Franz Hoser entworfenen Westportals finden sich Darstellungen der Apostel Petrus und Paulus. Über der Eingangstür ist der segnende Christus dargestellt, umgeben von den Symbolen der Evangelisten, Löwe, Adler, Engel und Stier und überwölbt von einem Sturz mit Zickzackfries und einer Darstellung des Heiligen Antonius mit Fabelwesen. Das Marienportal auf der Nordseite ist ein Doppelportal mit einem Adler- und einem Pelikan-Relief als Symbolen für Auferstehung und Blutopfer Christi, überwölbt von einer Darstellung der Gottesmutter mit krönenden Engeln.
Im Inneren fällt neben den zahlreichen Gemälden die Christusdarstellung in der Apsis ins Auge. Sie wurde geschaffen vom Regensburger Künstler Georg Winkler, der in Zusammenarbeit mit Geistlichen und mit dem in Regensburg ansässigen Holzbildhauer Guido Martini das künstlerische Gesamtkonzept der Kirche und die Entwürfe für den Hochaltar und die Buntglasfenster erstellte. Winkler erschuf von 1928 bis 1938 die Fresken als Mineralmalereien, deren Bilderfolgen zwar traditionell gestaltet sind, jedoch durch Verbindungen mit zeitgenössischen Darstellungen auch ganz eigene Akzente haben.
Der Hochaltar wurde von Haber & Brandner gefertigt, die Bildhauerarbeiten wurden von Guido Martini gestaltet. Die Glasmalereien stammten von den beiden Regensburger Firmen Schwarzmeyer und Schneider. Die Buntglasfenster sind nicht erhalten. Sie wurden Opfer eines Bombenangriffs am Ende des Zweiten Weltkriegs.

## Orgel

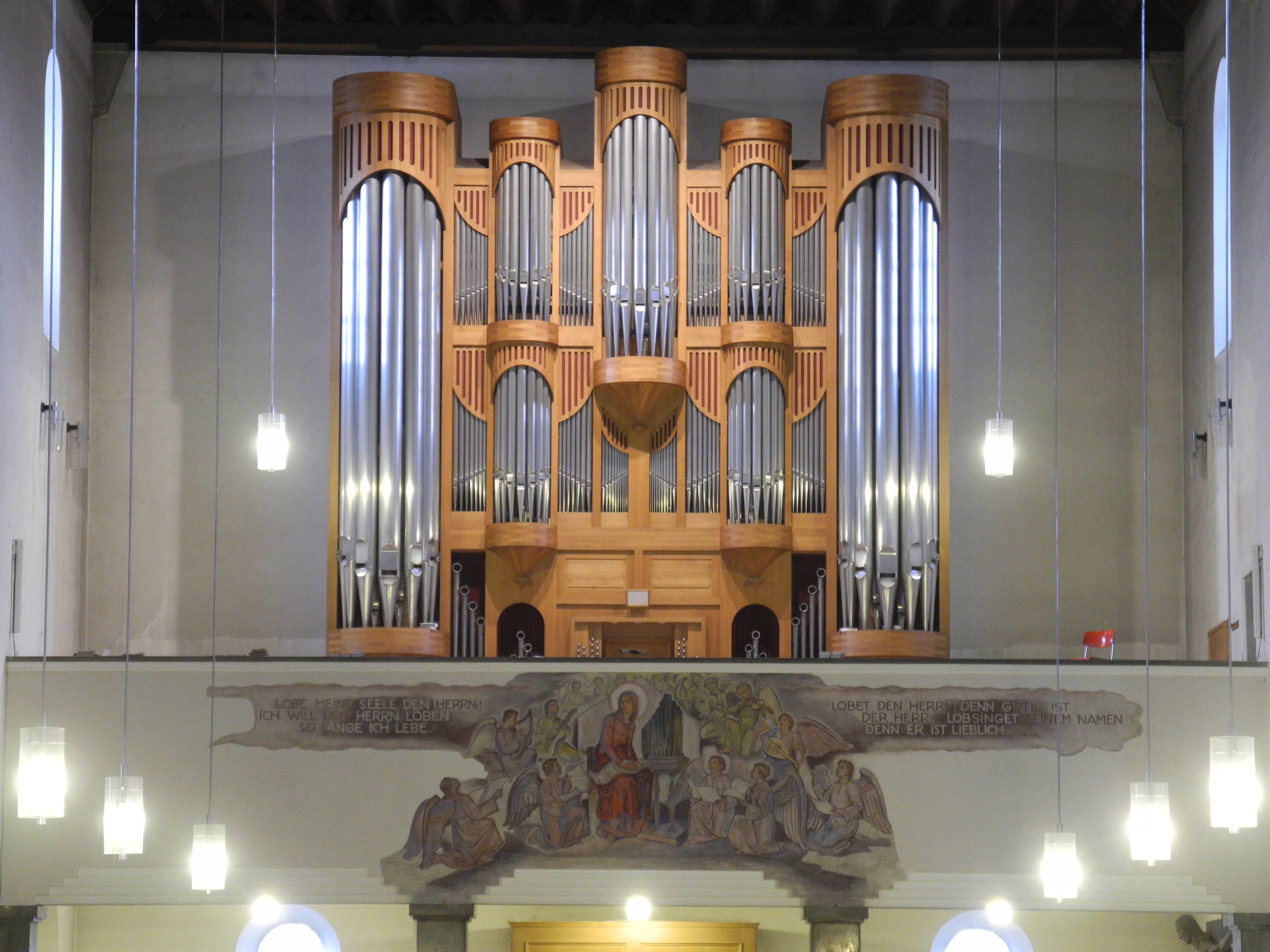
Pfarrkirche St. Anton: Jann-Orgel

Nachdem die Vorgängerorgel mit Taschenladen der Firma Weise aus dem Jahr 1928 durch Materialermüdung in den 90er Jahren unspielbar wurde, erbaute 1996 die Firma Thomas Jann Orgelbau aus Laberweinting ein neues Instrument. Die Orgel mit mechanischer Spiel- und elektrischer Registertraktur verfügt über 39 Register auf drei Manualen und Pedal. Die Disposition lautet wie folgt:
| I Hauptwerk C–g3 |             |       |
| 1.               | Principal   | 16′   |
| 2.               | Octave      | 8′    |
| 3.               | Coppel      | 8′    |
| 4.               | Octave      | 4′    |
| 5.               | Holzflöte   | 4′    |
| 6.               | Quinte      | 2 ⁄3′ |
| 7.               | Octave      | 2′    |
| 8.               | Cornett V   | 2 ⁄3′ |
| 9.               | Mixtur V-VI | 1 ⁄3′ |
| 10.              | Trompete    | 8′    |

| II Schwellwerk C–g3 |                      |        |
| 11.                 | Bourdon              | 16′    |
| 12.                 | Geigenprincipal      | 8′     |
| 13.                 | Doppelflöte          | 8′     |
| 14.                 | Viola                | 8′     |
| 15.                 | Vox coelestis        | 8′     |
| 16.                 | Principal            | 4′     |
| 17.                 | Nachthorn            | 4′     |
| 18.                 | Nasard               | 2 ⁄3′  |
| 19.                 | Traversflöte         | 2′     |
| 20.                 | Terz                 | 1 3⁄5′ |
| 21.                 | Mixtur V             | 2′     |
| 22.                 | Trompette harmonique | 8′     |
| 23.                 | Oboe                 | 8′     |
|                     | Tremulant            |        |

| III Positiv C–g3 |                 |       |
| 24.              | Rohrflöte       | 8′    |
| 25.              | Principal       | 4′    |
| 26.              | Flöte           | 4′    |
| 27.              | Doublette       | 2′    |
| 28.              | Sesquialtera II | 2 ⁄3′ |
| 29.              | Vox humana      | 8′    |
| 30.              | Chamade         | 8′    |
|                  | Tremulant       |       |

| Pedal C–f1 |                |         |
| 31.        | Principalbass  | 16′     |
| 32.        | Subbass        | 16′     |
| 33.        | Großquinte     | 10 2⁄3′ |
| 34.        | Octavbass      | 8′      |
| 35.        | Spitzflöte     | 8′      |
| 36.        | Choralbass     | 4′      |
| 37.        | Hintersatz III | 2 ⁄3′   |
| 38.        | Posaune        | 16′     |
| 39.        | Trompete       | 8′      |

- Koppeln:

Normalkoppeln:  II/I, III/I, III/II, I/P, II/P, III/P
Suboktavkoppeln:  III/II, II/II
Superoktavkoppeln:  II/II
- Spielhilfen: Setzeranlage, 2 Schwelltritte

## Glocken
Der Turm der Antoniuskirche enthielt ursprünglich ein sechsstimmiges Geläut, welches am 13. Oktober 1928 geweiht wurde. Nach dem Kriegsverlust der beiden großen Glocken wurde nur die größte Glocke ersetzt. Derzeit ist ein vierstimmiges Geläut mit der Tonfolge a0-f1-g1-a1 vorhanden. Die fünfte und kleinste Glocke mit dem Schlagton f2 wird nur einzeln geläutet. Die Glocken im Einzelnen:
| Nr. | Name            | Masse (kg) | Schlagton | Gussjahr | Glockengießer  |
| 1   | Antoniusglocke  | 4.250      | a0        | 1964     | Georg Hofweber |
| 2   | Josefsglocke    | 900        | f1        | 1928     | Karl Hamm      |
| 3   | Wolfgangsglocke | 650        | g1        | 1928     | Karl Hamm      |
| 4   | Engelglocke     | 425        | a1        | 1928     | Karl Hamm      |
| 5   | Barbaraglocke   | 150        | f2        | 1928     | Karl Hamm      |

## Pfarrer von St. Anton
- Johann B. Hösl (1920–1964)
- Karl Leibl (1964–1971)
- Alois Reindl (1971–1978)
- Karl Wohlgut (1978–2006)
- Anton Hierl (2006–2018)
- Wolfgang Reischl (2018–2022)
- seit 2022: Martin Müller

## Antoniushaus

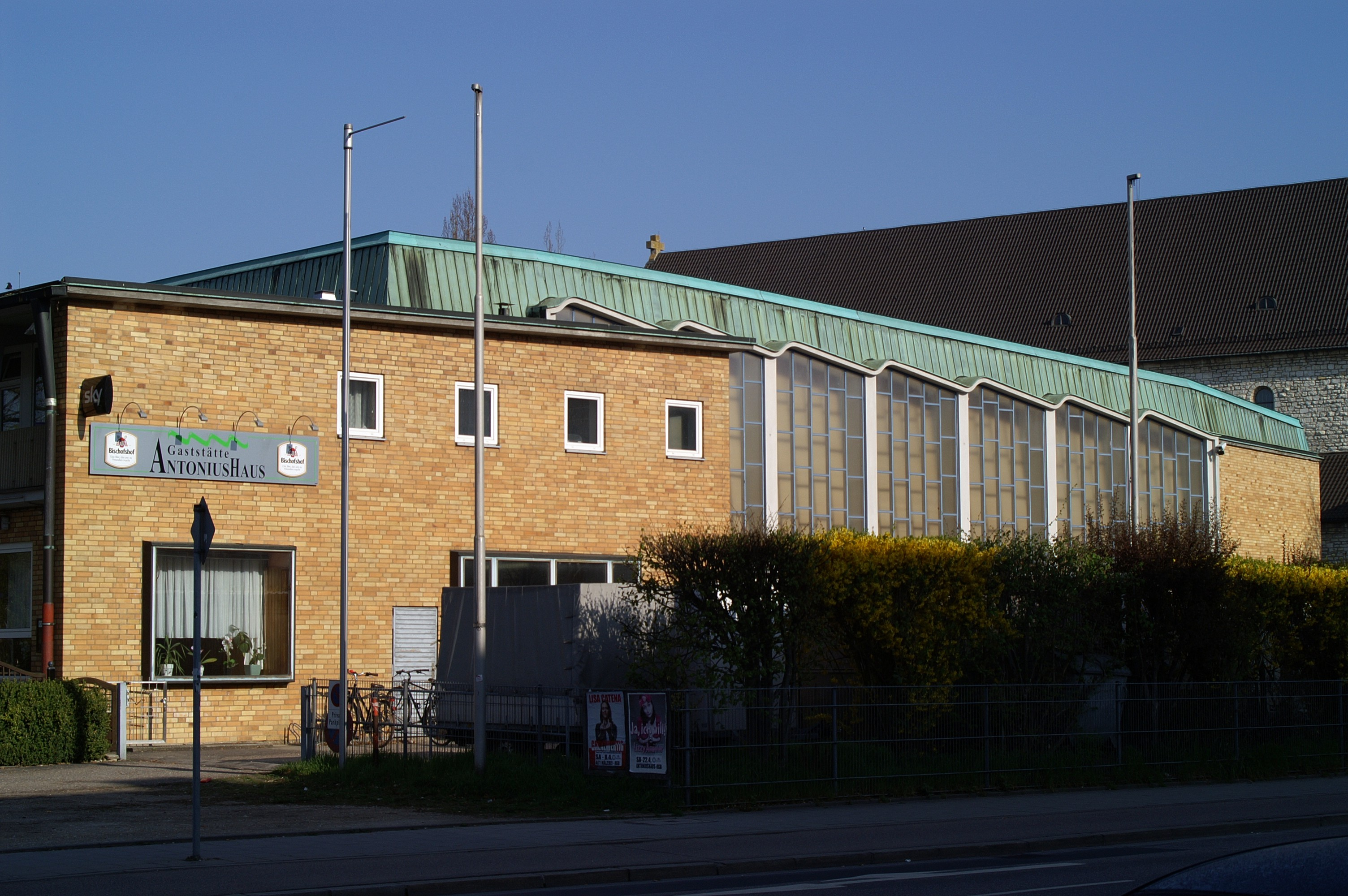
Antoniushaus

Das Antoniushaus der Pfarrei St. Anton befindet sich am Mühlweg 13 und wurde 1953–1955 von Karl Schmid jun. südlich der Kirche erbaut. Es ist ein asymmetrisch angelegter Saalbaukomplex mit Gaststätte, Festsaal und weiteren Räumlichkeiten. Es handelt sich um einen traufständigen Pultdachbau in Stahlbeton-Skelettbauweise, z. T. mit Klinkerausfachung. Die östliche Längsseite ist verglast. Der Saal und die Nebenräume wurden 2020 saniert. Derzeit dienen die Räumlichkeiten als Ersatzspielstätte des Theaters Regensburg für das geschlossene Velodrom.